# Ypthima triophthalma
Ypthima triophthalma is een vlinder uit de onderfamilie Satyrinae van de familie Nymphalidae. De wetenschappelijke naam van de soort is, als Strabena vinsoni var. triophthalma, voor het eerst geldig gepubliceerd in 1885 door Paul Mabille.